# グノモン

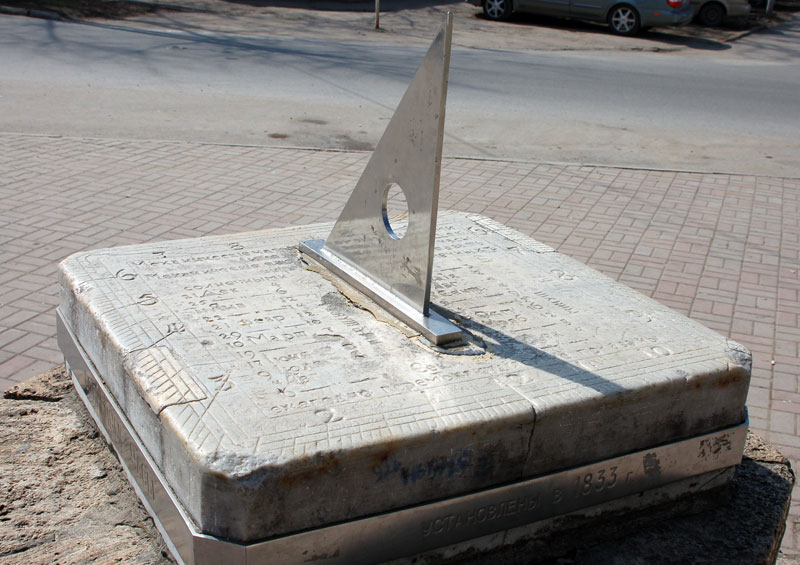
この日時計では、直角三角形のグノモンを用いている。

グノモンまたはノーモン(Gnomon)は、日時計の一部であり、影を落とすものである。グノモンという言葉は、古代ギリシア語で「指示する者」「識別する者」等の意味である。
天文学や数学その他の分野で、様々な目的で用いられる。

## 表記
Gnomonの英語による発音は、「ノーモン」である。日本語環境では、ノーモンの表記もグノモンの表記も見られる。数学ではグノモンの表記がほとんどである。

## 日時計のグノモン
起源的には、地面に垂直に棒を立て、その地点における南中の時刻と太陽の高度を測定するために用いられた。中国では紀元前2300年前から使われていた。文献上では、2世紀の九章算術の中で、紀元前11年の周公旦によって既にグノモンが使われていたと記述されている。

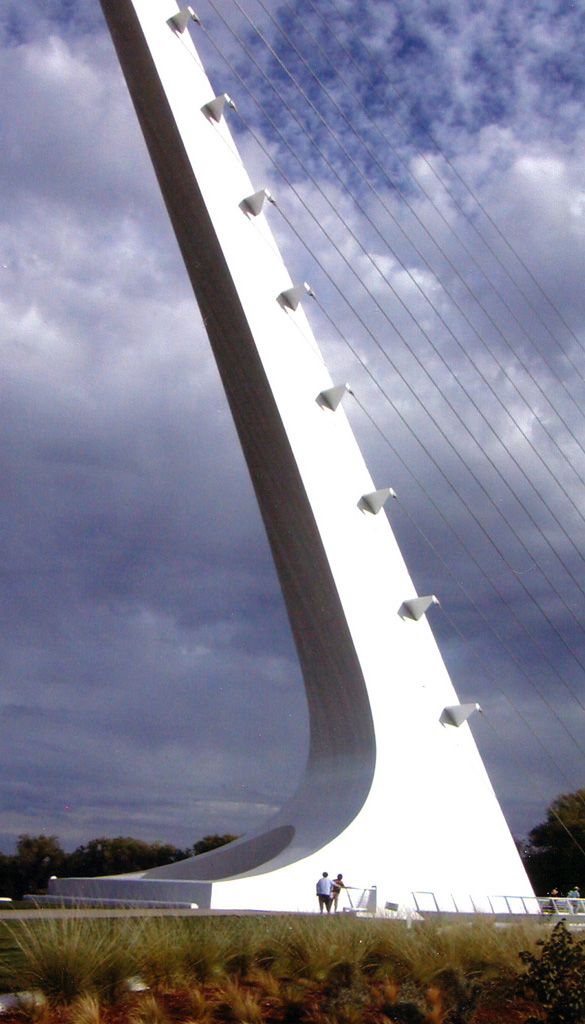
タートル湾の公園にある、この斜張橋のカンチレバーの桁は、大きな日時計のグノモンになっている。

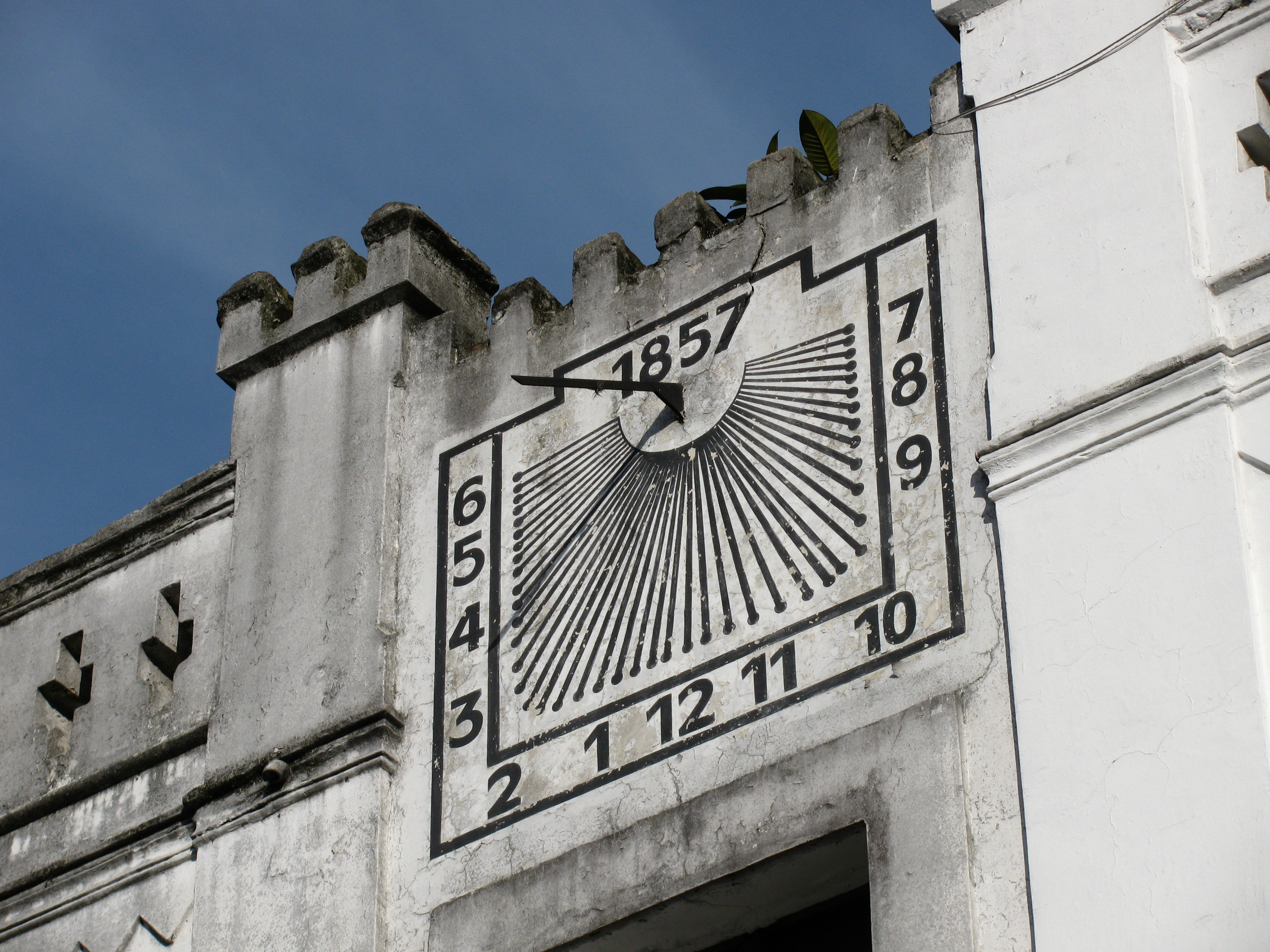
南米ブラジルのクリチバ、チラデンテス広場に面した建物の壁にあるグノモン。南半球なのでこの日時計は北面している。

アナクシマンドロスは、このバビロニアの道具をギリシアに導入したとされている。
北半球では、影は通常北を向くため、グノモンは北向きに地軸に平行に置かれる。つまり、グノモンは、地平に対して設置場所の緯度と同じ角度に向けられることになる。現在、そのようなグノモンはほぼ北極星の方角に向いている。

## 数学での使用

『ユークリッド原論』の第2巻で定義されるグノモン。

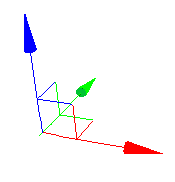
コンピュータグラフィックスで用いられるグノモン。

- オエノピデスは、drawn gnomon-wiseというフレーズで、他の直線に垂直に引いた直線を表している[8]。
- 後に、この用語は、直角を引くために用いる指矩等のL字型をした道具に対して使われるようになった。
- 『ユークリッド原論』第2巻では、この用語を、大きな平行四辺形の頂点から相似の平行四辺形を切り取ってできる平行六辺形を表す言葉に拡張して定義している。第2巻で扱われるグノモンは正方形の場合のみである。
- 三次元のグノモンは、CADやコンピュータグラフィックスでポインターとして用いられている。慣例により、X軸方向は赤色、Y軸方向は緑色、Z軸方向は青色である。
- アレクサンドリアのヘロンは、グノモンを、最初のエンティティ（数や形）に別のエンティティを加えて、最初のエンティティに相似の新しいエンティティを作るものと定義した。
- この意味で、スミュルナのテオンは、多角形数に加えて同種の次の数を作る数として記述した。
- この意味で最も一般的な使用は、奇数整数、特に平方数の間の図形数である。

## フィクション作品への登場
- ジェームズ・ジョイスの短編小説「ダブリン市民」では、審美的過程をグノモンと名付けた。
- ブラッド・スティックランドの小説The Tower at the End of the Worldでは、巨大な塔と薄い階段が、巨大な日時計のノーモンであったことが判明する。この塔の立つ島は、しばしば「ノーモン島」と呼ばれる。
- ダン・ブラウンの小説「ダビンチコード」では、パリのサン＝シュルピス教会の中にあるグノモンが「ローズライン」とされた[9]。